# John Tatlock
John Strong Perry Tatlock (24 février 1876 - 24 janvier 1948) est un universitaire américain spécialiste de l'écrivain et poète anglais Geoffrey Chaucer, auteur des Contes de Canterbury.

## Biographie
John Tatlock a fait la majeure partie de sa carrière à l'université Harvard.
Dans les années 1930, après sa retraite de Harvard, Tatlock enseigne la littérature anglaise à l'université de Californie à Berkeley,.
Il est le père de la femme médecin et militante Jean Tatlock.

## Publications
- The Development and Chronology of Chaucer's Works, Chaucer Society, 1907, 233 p.
- The Harleian manuscript 7334 and revision of the Canterbury tales, University of Michigan Library, 1er janvier 1909, 56 p.
- The scene of the Franklin's tale visited , University of Michigan Library, 1er janvier 1914, 96 p.
- Mind and Art of Chaucer, Gordian Pr, juin 1966.  (ISBN 978-0877521099)
- Representative English Plays: From the Middle Ages to the End of the Nineteenth Century, Nabu Press, 13 juin 2010, 850 p.  (ISBN 978-1174292361)
- [préf. Germaine Dempster], The Mind And Art Of Chaucer, Literary Licensing, LLC, 15 octobre 2011, 126 p.  (ISBN 978-1258156473)
- The Complete Poetical Works of Geoffrey Chaucer, Ulan Press, 31 août 2012, 698 p.
- The Legendary History of Britain: Geoffrey of Monmouth's Historia Regum Britanniae and Its Early Vernacular Versions, Gordian Pr, avril 2013, 545 p.  (ISBN 978-0877521686)
- (avec  Arthur Garfield Kennedy) A Concordance To The Complete Works Of Geoffrey Chaucer: And To The Romaunt Of The Rose, Literary Licensing, 2 mars 2013, 1126 p.  (ISBN 978-1258604394)